# Ел тепе (заслон)
Заслон „Ел тепе“ (известен още като „Казана“) е малък заслон в Пирин планина. Разположен е на 2445 метра надморска височина върху морена в средата на циркус Голям Казан, в близост до постоянния снежник под северната стена на връх Вихрен.
Построен е от БАН през 1957 г. Използван е като укритие при изучаването на постоянния снежник в циркуса. Площта му е 4 м2, с дървена облицовка върху металната конструкция, има гръмоотвод. В заслона няма персонал, може да приюти до 4-5 души. Препоръчва се ползването да става само в извънредни случаи. Заслонът се поддържа от Туристическо дружество „Ел тепе“, Банско.

## Туристически маршрути
- Град Банско. От Банско до хижа „Бъндерица“ води 14 км асфалтирано шосе.

- От хижа Бъндерица се поема по маркираната в зелено пътека до Премката - седловината между върховете Вихрен и Кутело. Морената, върху която е разположен заслонът, се намира вдясно, веднага след влизането в циркуса Голям казан (1:30 часа).